# 레곤

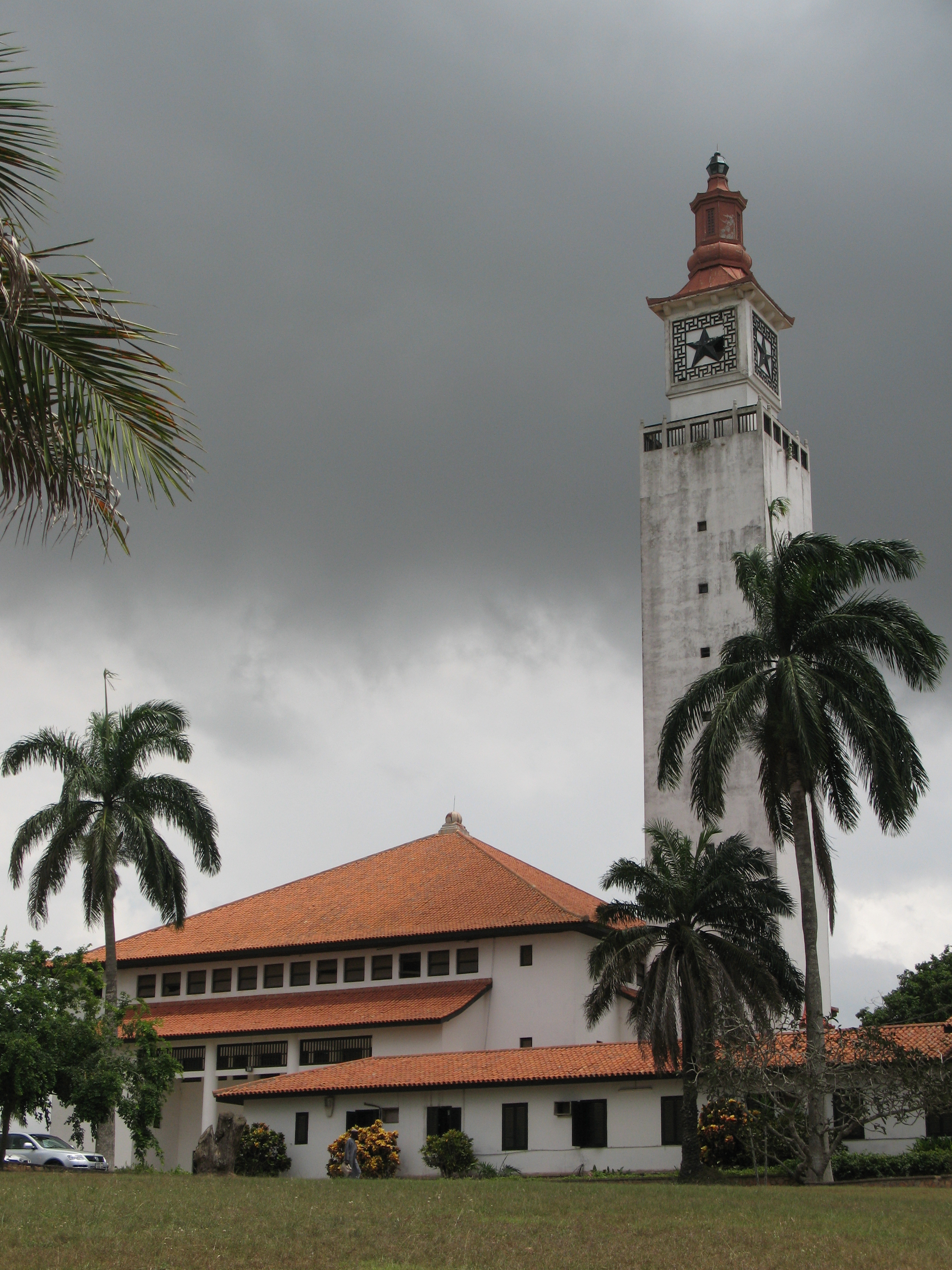

레곤(영어: Legon)은 가나 공화국에 위치한 아크라로부터 북동쪽으로 12km가량 떨어진 위성도시 중 하나이다. 가나 대학교의 메인 캠퍼스가 위치한 곳이다.